# Ydroússa (ort i Grekland, Nordegeiska öarna)
Ydroússa (Ydroussa) är en ort i Grekland.   Den ligger i prefekturen Nomós Sámou och regionen Nordegeiska öarna, i den östra delen av landet, 270 km öster om huvudstaden Aten. Ydroússa ligger 180 meter över havet och antalet invånare är 369. Den ligger på ön Samos.
Terrängen runt Ydroússa är varierad. Havet är nära Ydroússa norrut. Runt Ydroússa är det ganska tätbefolkat, med 65 invånare per kvadratkilometer. Närmaste större samhälle är Néon Karlovásion, 4,1 km väster om Ydroússa. 